# Kornelia Ender
Kornelia Ender, nemška plavalka, * 25. oktober 1958, Plauen, Nemška demokratična republika.
Kot prva ženska plavalka je osvojila 4 zlate olimpijske medalje, vse v času svetovnega rekorda.